# 1706 na música

## Nascimentos
| Data          | Nome               | Profissão  | Nacionalidade | Observações | Ref |
| ------------- | ------------------ | ---------- | ------------- | ----------- | --- |
| 18 de Outubro | Baldassare Galuppi | compositor | Itália        | m. 1785     |     |

## Mortes
| Data       | Nome             | Profissão           | Nacionalidade | Observações | Ref |
| ---------- | ---------------- | ------------------- | ------------- | ----------- | --- |
| 3 de Março | Johann Pachelbel | músico e compositor | Alemanha      | n. 1653     |     |